# 6B7ヘルメット
6B7は、ロシア軍の防弾ヘルメット。ロシア軍で初めてのアラミド繊維ヘルメットとして、SSh-68ヘルメットの代替として配備された。 Borit-Mプログラムの一環として、2000年に採用された。

## 設計
6B7ヘルメットは、1990年代にNII StaliによってBorit-Mプログラムの一環として開発された。
Boritプログラムは、米国のPASGTヘルメットに対抗するために、1980年代後半にソ連軍のための新しい複合ヘルメットを開発する任務で開始された。
6B7は、ロシア軍で使用されている初の世代の複合ヘルメットであり、アラミド繊維とポリマーの複合素材で作られている。素材にスチールを使用しなかったため、以前のSSh-68ヘルメットと比較して軽量化が実現された。
このヘルメットは、ロシアのGOSTシステムにおいてBr1の防護を提供する。
2012年ごろから新型ヘルメットへの更新計画が進み、最終的に6B47に代替された。

## 種類
- 6B7 – NII Staliによるオリジナルのヘルメット。
- 6B7-1 – 6B7を基にArmokomによって開発・製造されたヘルメット。[3][4] 主な変更点はサスペンションシステム。[1]
- 6B7-1M – Armokomによる6B7-1の改良型。[5] 形状がわずかに変更され、重量も若干軽くなった。(重量は1.1～1.15 kg)[6] サスペンションシステムのさらなる改良も行われた。[1]

## 採用国
- ロシア
- シリア
- ウズベキスタン